# Forchbahn
Forchbahn er en schweizisk bane mellem Zürich Stadelhöfen og Esslingen. Banen, der er metersporet, åbnedes 27. november 1912.
Selve banen er 13.06 km, den har linienummer 18S.
Forchbahn har også en museumssporvejslinje.

## Ekstern henvisning
- Die Forchbahn – officiel website Arkiveret 10. december 2008 hos  Wayback Machine

| Jernbane | Spire Denne jernbaneartikel er en spire som bør udbygges. Du er velkommen til at hjælpe Wikipedia ved at udvide den. |

- Wikimedia Commons har flere filer relateret til Forchbahn